# ダンピール
ダンピール (Dhampir) は、東欧やロシアの伝説に登場する、ヒトと吸血鬼の混血。ダムピールとも言う。
外見は普通の人間と変わらないが、不死である吸血鬼を殺す力を持つ。また、吸血鬼を探知する能力も備える。大抵は生まれてもすぐに死んでしまうが、成長した者は前述の能力を活かし、吸血鬼ハンターを生業とすることもある。
吸血鬼になった者は、人間だったころの家族の下に戻ってくることがある。その際、血液ではなく性行為を要求する吸血鬼がいる。特に、ジプシー（ロマ）の伝承では男性の吸血鬼にその傾向が強い。ジプシーの間では、そうして生まれてきたダンピールを男の子であれば「ヴァムピール」、女の子であれば「ヴァムピーラ」と呼ぶ。
ダンピールによる吸血鬼退治は、儀式のような形式を取る。笛を吹いたり、走り回ったり、目に見えない敵と戦った後、勝利を宣言する。

## ダンピールを扱った作品
- 悪魔城ドラキュラ ハーモニー オブ ディスペアー - プレイヤーキャラクターの一人アルカードが公式説明においてダンピールと説明されている。当ゲームの実情及び過去作での同キャラクターは設定上完全な吸血鬼として扱われている。
- ヴァンパイア (ゲーム) - シリーズ第2作『ヴァンパイアハンター』以降に登場するプレイヤーキャラクターのドノヴァン・バインがダンピール。
- ヴァンパイア・アカデミー（英語版） - リシェル・ミード（英語版）の小説。主人公ローズを始め、登場人物にダンピールが多くいる。最初の２冊のみ邦訳。
- ヴァンパイア十字界 - 中心人物にダムピールが多い。
- ヴァンピール 吸血鬼伝説 - アートディンク製作のビデオゲーム。主人公がダンピール。
- ヴィジュアルプリズン - 上松範康原作によるオリジナルアニメであり、A-1 Pictures制作による日本のテレビアニメ作品。 主人公の結希アンジュがダンピール。
- 吸血鬼すぐ死ぬ - 盆ノ木至の漫画。登場人物の半田桃含め複数登場。
- 吸血鬼はお年ごろ - 赤川次郎の小説。主人公が吸血鬼と日本人の子で、広義的に見ればダンピールに該当する。
- 吸血鬼ハンターD - 菊地秀行の小説。主人公がダンピール。
- 黒伯爵は星を愛でる - 音久無の漫画。主人公のエスター・メイフィールドと双子のアルジャーノンがダンピール。
- BLACK BLOOD BROTHERS - あざの耕平のライトノベル。人間と吸血鬼の恋愛が描かれており、ダンピールのキャラクターも複数登場。
- Dance with Devils - Rejet制作のゲーム。登場人物の立華リンドがダンピール。
- Diabolic Garden - 白木苺の漫画。
- GS美神 極楽大作戦!! - キャラクターの一人であるピエトロ・ド・ブラドーは吸血鬼の父を持つハーフ。ダンピールと明示されているわけではないが、いくつかの吸血鬼の弱点を克服しつつ破邪の力も扱えるという類似した特異性を持つ。
- TRUMPシリーズ - 末満健一による演劇シリーズ。ダンピールは迫害の対象にされている設定がなされている。
- Vie Durant - アニメイトTVの配信アニメ。登場人物の詩理吾と榛守がダンピール。
- ブラッドレイン - Terminal Realityのゲーム。主人公がダンピール。
- ブレイド (マーベル・コミック) - マーベル・コミックのアメリカンコミック。主人公のブレイドはハーフ・ヴァンパイアと称されるがその特異性はダンピールに近い。
- ブレイド (映画) - 1998年制作のアメリカ映画。上記マーベル・コミック『ブレイド』の映画化作品。
- 〈物語〉シリーズ - 西尾維新の小説。登場人物のエピソードがヴァンパイアハーフであることが語られており、広義的に見ればダンピールである。また、吸血鬼ハンターとして活動を行っており、傷物語にて主人公と敵対するキャラとして初登場した。以降専門家として度々登場する。
- Rust Blaster - 枢やなの漫画。
- 夜がおわらない - 赤石路代の漫画。登場人物の中司麗がアスワングの血を引くダンピール。
- ソフトメタルヴァンパイア
- チョコレート・ヴァンパイア
- 四度目は嫌な死属性魔術師 - デンスケのライトノベル